# Hanuš Hachenburg
Hanuš Hachenburg (Praga, 12 luglio 1929 – Birkenau, 10 luglio 1944) è stato un giovane poeta ceco, di origine ebraica, vittima dell'Olocausto, le cui opere sono comparse sul settimanale Vedem pubblicato nel 1942-44 nel campo di concentramento di Theresienstadt (Terezín). Deportato nel campo per le famiglie di Terezín a Auschwitz-Birkenau nel dicembre 1943, vi trova la morte nelle camere a gas il 10 luglio 1944.

## Biografia
Hanuš Hachenburg nasce nel 1929 a Praga (nel distretto di Bubeneč) in Cecoslovacchia. Poco si sa della sua infanzia, che egli trascorre con la madre. A otto anni lo troviamo all'orfanotrofio ebraico di Praga (nel distretto di Vinohrady). E' lì che compone le sue prime poesie come un mezzo per poter confidare i propri pensieri e i propri sentimenti.
Il 24 ottobre 1942 è anch'egli trasferito con gli altri bambini dell'orfanotrofio e con i loro educatori al campo di concentramento di Theresienstadt (Terezin). Colpito dal suo talento, Valtr Eisinger riesce a farlo trasferire nella stanza 1 della casa L417, la stessa dove vivono Petr Ginz e Pinta Mühlstein (uno dei giovani protagonisti dell'opera Brundibar). Il gruppo di ragazzi diventa il cuore del settimanale Vedem, in cui Hachenburg pubblica le proprie poesie e scrive articoli di politica e cultura.
Le eccezionali qualità del precocissimo poeta lo rendono una celebrità non solo tra i propri coetanei ma nell'intero campo di Terezín. Tra i bambini di Terezín è, assieme a Petr Ginz, direttore della rivista Vedem, e al giovane cantante-attore Honza Treichlinger (indiscusso protagonista dell'opera Brundibar), quello che ha il maggior impatto nella vita sociale e culturale del ghetto. Hachenburg scrive anche un'opera per il teatro dei burattini Hledame strasidlo (Cercando un fantasma). La sua poetica mostra una padronanza matura della lingua, libera da schemi e regole formali, e una straordinaria consapevolezza e maturità nel confrontarsi con la propria esperienza di vita.
Il 18 dicembre 1943 Hachenburg è deportato con la madre nel campo per le famiglie di Terezín a Auschwitz-Birkenau. Non sappiamo se abbia frequentato la baracca dei bambini (aveva già compiuti i 14 anni ed era quindi sottoposto al lavoro coatto). Sappiamo però che anche a Birkenau continuò a scrivere poesie, nonostante le terribili condizioni di vita. Si racconta che una sua composizione Gong divenne così famosa al campo che molti dei prigionieri la impararono a memoria. Il gong svegliava al mattino i prigionieri dai loro sogni di tornare a casa e li riportava alla realtà spietata del campo di concentramento con la fame, la sporcizia e la continua minaccia della morte.
Quando il campo fu smantellato ai primi di luglio del 1944, Hachenburg, già troppo provato nel fisico per superare le selezioni, fu inviato alle camere a gas dove morì il 10 luglio 1944. Non aveva ancora compiuti i 15 anni.

## La memoria
Circa 700 pagine del settimanale Vedem sono sopravvissute e con esse molte delle poesie e degli scritti di Hachenburg. Essi sono oggi oggetto di studio e pubblicati in volumi e antologie.

### Da una poesia di Hanuš Hachenburg
...Un tempo ero un bambino,
tre anni fa.
Quel bambino sognava altri mondi.
Ma ora non sono più un bambino,
perché ho imparato a odiare.
Sono una persona adulta adesso,
ho conosciuto la paura...